# Listă de critici și istorici de artă

## B
- Ruxandra Balaci - Muzeul Național de Artă Contemporană
- Vladimir Bulat

## C
- Petru Comarnescu

- Constantin I. Ciobanu
- Andrei Cornea

## D
- Diana Dochia
- Ruxdrandra Dreptu
- Ruxandra Demetrescu

## E
- Monica Enache - Muzeul Național de Artă al României

## G
- Mihai Gramatopol
- Dan Grigorescu
- Ruxandra Garofeanu [1]

## I
- Valentina Iancu - Muzeul Național de Artă al României

## K
- Erwin Kessler

## O
- Mihai Oroveanu - Muzeul Național de Artă Contemporană

## P
- Erwin Panofsky

### S
- Eugen Schileru

## V
- Virgil Vătășianu